# Capi di governo della Slovacchia
Il presidente del Governo della Slovacchia (in slovacco Predseda vlády Slovenskej republiky), conosciuto informalmente come "premier" (Premiér), è il capo del governo slovacco. Viene nominato dal Presidente della Repubblica ed è responsabile di fronte al Consiglio nazionale (il parlamento unicamerale).

## Governo provvisorio per la Slovacchia (1918)
Presidente del governo provvisorio, entro la Cecoslovacchia:
- Vavro Šrobár (4 novembre 1918 - 14 novembre 1918); cessato con l'adozione della costituzione Cecoslovacchia.

## Repubblica Sovietica Slovacca (1919)
Presidente del Consiglio governante rivoluzionario, durante la ribellione in Slovacchia orientale:
- Antonín Janoušek (20 giugno 1919 - 7 luglio 1919)

## Presidenti della terra di Slovacchia (1928-1939)
Malgrado il loro titolo, questi erano soltanto i più alti ufficiali amministrativi responsabili della Slovacchia, all'interno della Cecoslovacchia:
| Presidente    | Mandato        | Mandato |
| Presidente    | Dal            | Al      |
| Ján Drobný    | 1º luglio 1928 | 1929    |
| Jozef Országh | 1929           | 1938    |
| Julián Šimko  | 1938           | 1939    |

## Slovacchia autonoma entro la Cecoslovacchia (1938-1939)
| Presidente  | Mandato        | Mandato       |
| Presidente  | Dal            | Al            |
| Jozef Tiso  | 7 ottobre 1938 | 9 marzo 1939  |
| Jozef Sivák | 9 marzo 1939   | 11 marzo 1939 |
| Karol Sidor | 11 marzo 1939  | 14 marzo 1939 |

## Repubblica Slovacca (1939-1945)
| Presidente   | Mandato          | Mandato          |
| Presidente   | Dal              | Al               |
| Jozef Tiso   | 14 marzo 1939    | 17 ottobre 1939  |
| Vojtech Tuka | 27 ottobre 1939  | 5 settembre 1944 |
| Štefan Tiso  | 5 settembre 1944 | 4 aprile 1945    |

## Consiglio dei commissari, entro la Cecoslovacchia (1945-1960)
Presidenti del Consiglio dei commissari (Zbor povereníkov):
- Praesidium del Consiglio nazionale slovacco (7 febbraio 1945 - 18 settembre 1945)
- Karol Šmidke (18 settembre 1945 - 14 agosto 1946)
- Gustáv Husák (16 agosto 1946 - 7 maggio 1950)
- Karol Bacílek (7 maggio 1950 - 11 settembre 1951)
- Július Ďuriš (11 settembre 1951 - 31 gennaio 1953)
- Rudolf Strechaj (31 gennaio 1953 - 11 luglio 1960)

## Consiglio nazionale slovacco, entro la Cecoslovacchia (1960-1968)
Presidenti:
| Presidente      | Mandato         | Mandato          |
| Presidente      | Dal             | Al               |
| Rudolf Strechaj | 14 luglio 1960  | 28 luglio 1962   |
| Jozef Lenárt    | 31 ottobre 1962 | 20 marzo 1963    |
| Michal Chudík   | 23 marzo 1963   | 29 dicembre 1968 |

## Repubblica Socialista Slovacca, entro la Cecoslovacchia (1969-1990)
| Presidente      | Mandato          | Mandato         |
| Presidente      | Dal              | Al              |
| Štefan Sádovský | 2 gennaio 1969   | 5 maggio 1969   |
| Peter Colotka   | 5 maggio 1969    | 12 ottobre 1988 |
| Ivan Knotek     | 12 ottobre 1988  | 22 giugno 1989  |
| Pavel Hrivnák   | 22 giugno 1989   | 8 dicembre 1989 |
| Milan Čič       | 10 dicembre 1989 | 27 giugno 1990  |

## Repubblica Slovacca, entro la Cecoslovacchia (1990-1992)
| Presidente      | Mandato        | Mandato          |
| Presidente      | Dal            | Al               |
| Vladimír Mečiar | 27 giugno 1990 | 6 maggio 1991    |
| Ján Čarnogurský | 6 maggio 1991  | 24 giugno 1992   |
| Vladimír Mečiar | 24 giugno 1992 | 31 dicembre 1992 |

## Slovacchia indipendente (dal 1993)
Partiti
  HZDS/ĽS-HZDS
  DEÚS
  SDKÚ/SDKÚ-DS
  SMER-SD
  OĽaNO
  Indipendente
| Presidente del Governo | Presidente del Governo                                        | Presidente del Governo | Presidente del Governo       | Partito                                                       | Elezione                     | Governo       | Mandato          | Mandato          |
| Presidente del Governo | Presidente del Governo                                        | Presidente del Governo | Presidente del Governo       | Partito                                                       | Elezione                     | Governo       | Inizio           | Fine             |
| ---------------------- | ------------------------------------------------------------- | ---------------------- | ---------------------------- | ------------------------------------------------------------- | ---------------------------- | ------------- | ---------------- | ---------------- |
| 1                      |                                                               |                        | Vladimír Mečiar (nato 1942)  | Partito Popolare - Movimento per una Slovacchia Democratica   | 1992                         | Mečiar II     | 1º gennaio 1993  | 15 marzo 1994    |
| 2                      |                                                               |                        | Jozef Moravčík (nato 1945)   | Unione Democratica di Slovacchia                              | 1992                         | Moravčík      | 15 marzo 1994    | 13 dicembre 1994 |
| (1)                    |                                                               |                        | Vladimír Mečiar (nato 1942)  | Partito Popolare - Movimento per una Slovacchia Democratica   | 1994                         | Mečiar III    | 13 dicembre 1994 | 30 ottobre 1998  |
| 3                      |                                                               |                        | Mikuláš Dzurinda (nato 1955) | Coalizione Democratica Slovacca                               | 1998                         | Dzurinda I    | 30 ottobre 1998  | 15 ottobre 2002  |
| 3                      | Unione Democratica e Cristiana Slovacca - Partito Democratico | 2002                   | Mikuláš Dzurinda (nato 1955) | Dzurinda II                                                   | 15 ottobre 2002              | 4 luglio 2006 |                  |                  |
| 4                      |                                                               |                        | Robert Fico (nato 1964)      | Direzione - Socialdemocrazia                                  | 2006                         | Fico I        | 4 luglio 2006    | 8 luglio 2010    |
| 5                      |                                                               |                        | Iveta Radičová (nata 1956)   | Unione Democratica e Cristiana Slovacca - Partito Democratico | 2010                         | Radičová      | 8 luglio 2010    | 4 aprile 2012    |
| (4)                    |                                                               |                        | Robert Fico (nato 1964)      | Direzione - Socialdemocrazia                                  | 2012                         | Fico II       | 4 aprile 2012    | 23 marzo 2016    |
| (4)                    | 2016                                                          | Fico III               | Robert Fico (nato 1964)      | Direzione - Socialdemocrazia                                  | 23 marzo 2016                | 22 marzo 2018 |                  |                  |
| 6                      | 2016                                                          |                        |                              | Peter Pellegrini (nato 1975)                                  | Direzione - Socialdemocrazia | Pellegrini    | 22 marzo 2018    | 21 marzo 2020    |
| 7                      |                                                               |                        | Igor Matovič (nato 1973)     | Gente Comune e Personalità Indipendenti                       | 2020                         | Matovič       | 21 marzo 2020    | 1º aprile 2021   |
| 8                      |                                                               |                        | Eduard Heger (nato 1976)     | Gente Comune e Personalità Indipendenti                       | 2020                         | Heger         | 1º aprile 2021   | 15 maggio 2023   |
| 8                      | Democratici                                                   |                        | Eduard Heger (nato 1976)     |                                                               | 2020                         | Heger         | 1º aprile 2021   | 15 maggio 2023   |
| 9                      |                                                               |                        | Ľudovít Ódor (nato 1976)     | Indipendente                                                  | 2020                         | Ódor          | 15 maggio 2023   | 25 ottobre 2023  |
| (4)                    |                                                               |                        | Robert Fico (nato 1964)      | Direzione - Socialdemocrazia                                  | 2023                         | Fico IV       | 25 ottobre 2023  | in carica        |